# Awa (provincia, Chiba)
Awa (安房国?, Awa-kuni) fu una vecchia provincia del Giappone che nell'XI secolo è compresa della prefettura di Chiba. La provincia di Awa occupa la punta della penisola di Bōsō e confina con la provincia di Kazusa.

Mappa delle province giapponesi con la provincia di Awa (Chiba) evidenziata

Si ritiene che la vecchia capitale, Heguri-gun, si trovi vicino all'ex villaggio di Miyoshi.